# Ibn al-A'lam
ʿAlī ibn al‐Ḥusayn Abū l‐Qāsim al‐ʿAlawī al‐Sharīf al‐Ḥusaynī, detto Ibn al‐Aʿlam, in arabo ﺍﺑﻦ ﺍلاﻋﻠﻢ (in arabo ﻋﻟﻲ ﺑﻥ ﺍﻟﺤﺴﻴﻦ ﺍﺑﻮ ﺍﻟﻗﺎﺳﻢ ﺍﻟﻌﻠﻮﻱ ﺍﻟﺸﺮﻳﻒ ﺍﻟﺤﺴﻴﻨﻲ‎?; X secolo – Baghdad, 985), è stato un astronomo e astrologo arabo.
Di questo scienziato si sa pochissimo e nulla della sua biografia, salvo che operò sotto il patronato del governante buwayhide ʿAḍud al-Dawla (978–983), e che s'interessò anche di musica islamica.

Il suo lavoro fu ripreso da Sharaf al-Dawla (982-9), fratello maggiore di ʿAḍud al-Dawla, che chiese ad Abū Sahl al-Qūhī di osservare i sette pianeti allora visibili e conosciuti, gettando pertanto le basi della costruzione di un Osservatorio nel giardino del palazzo del signore buwayhide a Baghdad, con ampio uso di strumenti scientifici, talora appositamente costruiti.
Fu autore di un'opera di zīj, tuttavia andata perduta, che forse era nota come al-Zīj al-ʿAḍudī, o al‐Zīj al‐Sharīf, o al‐Zīj al‐Baghdādī.
Le fonti bizantine lo ricordano come Alim' ed esistono tracce di  traduzioni dei suoi lavori nella letteratura scientifica in lingua greca e del loro impiego per tracciare oroscopi o identificare il grado del meridiano di Costantinopoli.
Fu ricordato per vari secoli da altri astronomi, dall'egiziano Ibn Yūnus (990) - che nell'al‐Zīj al‐Ḥākimī, afferma che Ibn al-Aʿlam operava con strumenti di sua fabbricazione - al persiano Sayf‐i Munajjim Muḥammad ibn Abī ʿAbd Allāh Sanjar al‐Kāmilī, che nel suo Zīj‐i Ashrafī, redatto verso il 1310, ricorreva ancora ai risultati ottenuti da Ibn al-Aʿlam per quanto riguardava le radici, le equazioni e gli apogei.